# 弗里德里希·霍斯巴赫
弗里德里希·霍斯巴赫（Friedrich Hossbach，1894年11月22日—1980年9月10日）是一位德國國防軍參謀，1937年曾擔任阿道夫·希特勒的軍事副官。霍斯巴赫創建了後來被稱為霍斯巴赫備忘錄的文件，標誌著德國對外政策走向侵略擴張。
在第二次世界大戰中，他曾在西線戰役指揮第82步兵師，在東普魯士戰役指揮第4軍團，他在保衛東普魯士的戰役中未能遵守希特勒不撤退的命令，將部隊撤向了西部。戰爭快結束時，霍斯巴赫因耳部感染在哥廷根大學醫院接受治療。1945年4月8日，就在美國陸軍抵達前不久，他被警告蓋世太保會來抓他。當門鈴響起時，他拿著手槍走到陽台上，與等待的蓋世太保官員（一名身穿制服的男子和兩名便衣警察）以及一名黨衛軍進行了交火，直到他的對手駕車逃離。不到一個小時後，美國人到達並把他俘虜。他被關押到1947年。
出獄後，他潛心研究哲學，著有康德思想與軍官團的專著。1980年9月霍斯巴赫逝世於哥廷根。